# Ghislage
Ghislage (ou "Havré-Ghislage" pour accentuer l'appartenance au village d'Havré) est un hameau du village d’Havré, section de la commune belge de Mons située en Région wallonne dans la province de Hainaut.
Le hameau est situé à la limite entre les arrondissements de Mons et La Louvière. De ce fait, Ghislage est assez proche du hameau voisin, Ville-sur-Haine, bien que ce dernier fasse partie de la commune du Rœulx.

## Géographie
Ghislage est situé à environ 6,5 km à vol d'oiseau au nord-est de Mons et à environ 8,5 km à vol d'oiseau nord-ouest de La Louvière. Le hameau est à une altitude comprise entre 56 m et 61 m.

## Lieux
- L'église Saint-Léger
- L'école communale
- Un site de traitement des déchets